# Postolec
Postolec (lub Postolsk, niem. Bostolz, także kleine Bache – Mała Struga lub Mała Bacha) – struga płynąca dawniej na terenie dzisiejszego Torunia.

## Przebieg
Swój bieg strumień rozpoczynał najprawdopodobniej w obecnej dzielnicy Wrzosy, choć na mapach z końca XIX i początku XX wieku pojawia się bezpośrednio po południowej stronie Fortu V Twierdzy Toruń. Następnie Postolec biegł na południe a w okolicy współczesnej ulicy Wielki Rów skręcał na wschód. Dalej z trzech stron (od północy, wschodu i południa) opływał wzniesienie Dębowej Góry i przecinał tereny podmokłe, które dały nazwę dawnej wsi Mokre. Przez kolejnych kilkaset metrów struga biegła na południe, rozdzielając Małe i Duże Mokre, by po przecięciu obecnej ul. Kościuszki zmienić kierunek na południowo-zachodni.
Do zespołu staromiejskiego docierała od strony Chełmińskiego Przedmieścia. Na swoim końcowym odcinku Postolec tworzył wyraźne obniżenie terenu, przebiegając m.in. pod współczesnym placem zabaw w międzymurzu i pod ulicą Strumykową. Uchodził do Wisły.

## Historia i pozostałości
Nazwę rzeczki Postolec, podobnie jak pierwszą notowaną nazwę okolicznego grodu sprzed lokowania Torunia (Postolsko), wywodzi się od słowa pusty w znaczeniu „nieporośnięty przez las”, którą to cechą charakteryzować się miały tereny w pobliżu osady.
Jar, którym płynęła struga, w XIII wieku wykorzystano przy zakładaniu Starego Miasta, po stronie wschodniej opierając zabudowę o dolinę Postolca. Na jej skraju stanęły mury miejskie z Bramą Paulińską i mostem przerzuconym nad strumieniem. W 1386 nad dolinką wybudowano czteroprzęsłowy murowany wiadukt (dzisiejsza ulica Most Pauliński), przy czym samo koryto Postolca znajdowało się nadal najbliżej bramy, pod drewnianym mostem zwodzonym. Około 1262 do wschodniej części jaru doprowadzono także sztucznie wody Strugi Toruńskiej (Bachy), która odtąd płynęła równolegle do Postolca, jednak w drewnianym korycie i oddzielona groblą. Oba cieki przepływały następnie wzdłuż obwarowań miejskich i pod mostem przed Bramą Kotlarską.
Dość szybko wody Postolca zaczęły zasilać fosę miejską (piętrzenie wody umożliwiała m.in. konstrukcja przy moście przed Bramą Paulińską). Ostatni fragment dolinki strumienia zniwelowano wkrótce po jej włączeniu w skład terenu zamku krzyżackiego ok. roku 1260. Zachowaną do dziś fosę odkopano po zburzeniu zamku w 1454.
W XV wieku wody Postolca skierowano do fosy Barbakanu Chełmińskiego (w odróżnieniu od Strugi Toruńskiej, której sztuczne koryto przeprowadzono ponad fosą). W XVII wieku po wybudowaniu nowożytnych bastionów Postolec zasilał urządzenia wodne tych umocnień. Jeszcze w XIX wieku wodę strugi poprowadzono przepustem pod nowymi fortyfikacjami Twierdzy Toruń do wewnętrznej fosy wokół murów miasta.
Postolec wysechł prawdopodobnie wkrótce po II wojnie światowej. Przyczyniło się do tego obniżenie się wód gruntowych wskutek melioracji, osuszenia Mokrego oraz budowy miejskiej sieci kanalizacyjnej. Koryto strumienia na terenie tej dzielnicy zasypano w latach 70. XX wieku.
Do początków XXI wieku zachowały się dobrze widoczne obniżenia terenu na tyłach budynków Komendy Miejskiej Policji (ul. Polskiego Czerwonego Krzyża) i Instytutu Fizyki UMK (ul. Legionów). Pomiędzy nimi znajduje się willa Kazimierza Ulatowskiego wybudowana w latach 30. XX wieku nad doliną strumienia (teren zniwelowano około 2015 roku podczas budowy bloków mieszkalnych). Ponadto w murze zamykającym od strony Wisły fosę strzelniczą w dolince Postolca do dziś widoczny jest zamurowany przepust wody i ślady po przyzamkowym młynie.
Na mapie z 1986 roku ogólny zarys przebiegu strumienia jest jeszcze widoczny jako szereg rowów melioracyjnych i innych urządzeń wodnych. Można go także odtworzyć na mapie geodezyjnej Torunia, jako że dawne koryto Postolca często stanowi bądź to oddzielną działkę, bądź też granicę działek sąsiadujących. Ostatni z wymienionych czynników znalazł swoje odzwierciedlenie w formie architektonicznej przebudowywanego w drugiej dekadzie XXI wieku basenu miejskiego przy ul. Bażyńskich (Aqua Toruń). W miejscu, gdzie dawne koryto strugi przecina budynek pływalni, projektanci zastosowali przeszklenia fasady i dachu. Podobnie niebieskim kolorem zaznaczono przebieg Postolca na nawierzchni otaczającego basen terenu.

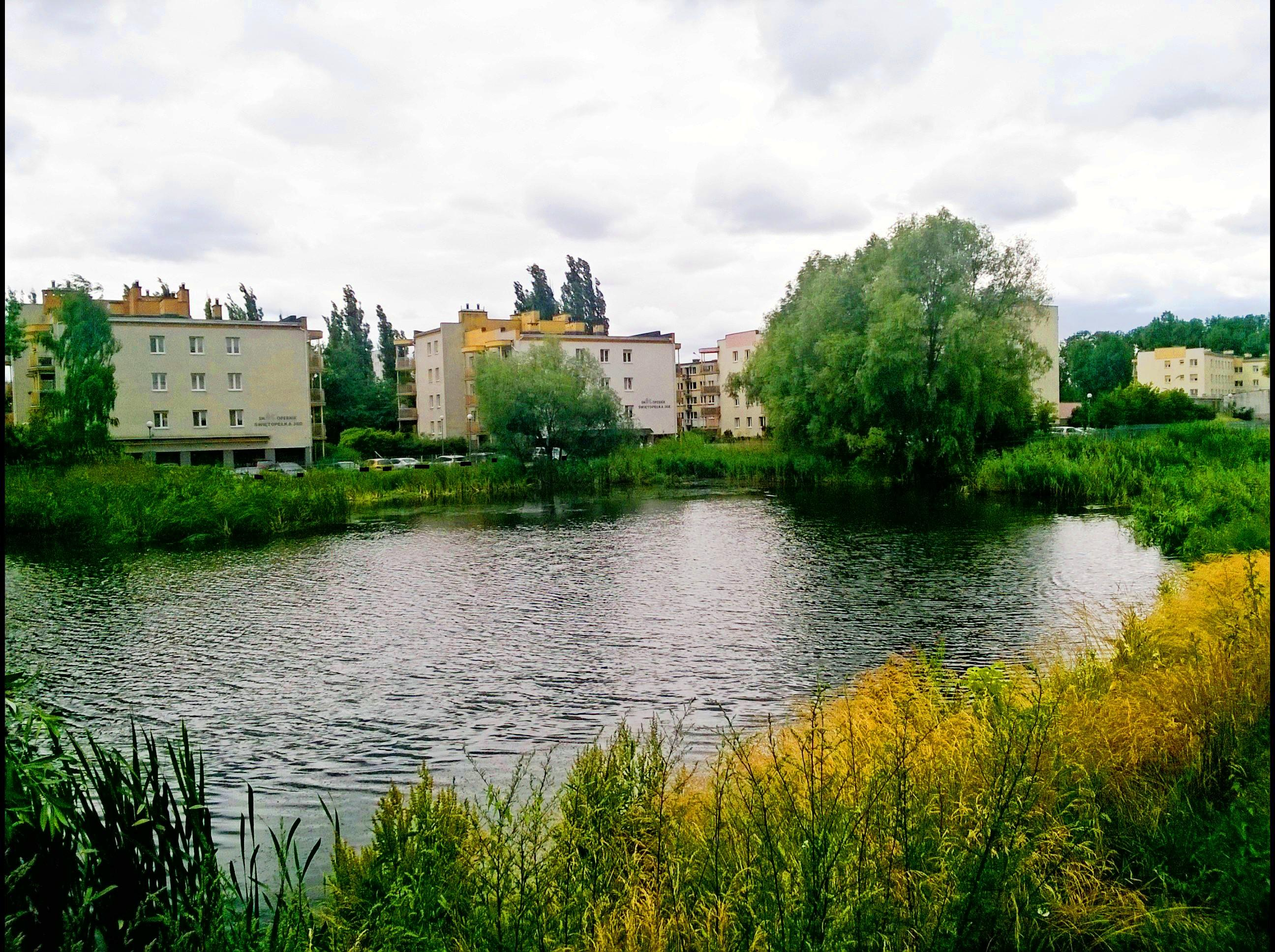
Stawy na Mokrem w miejscu dawnego biegu Postolca
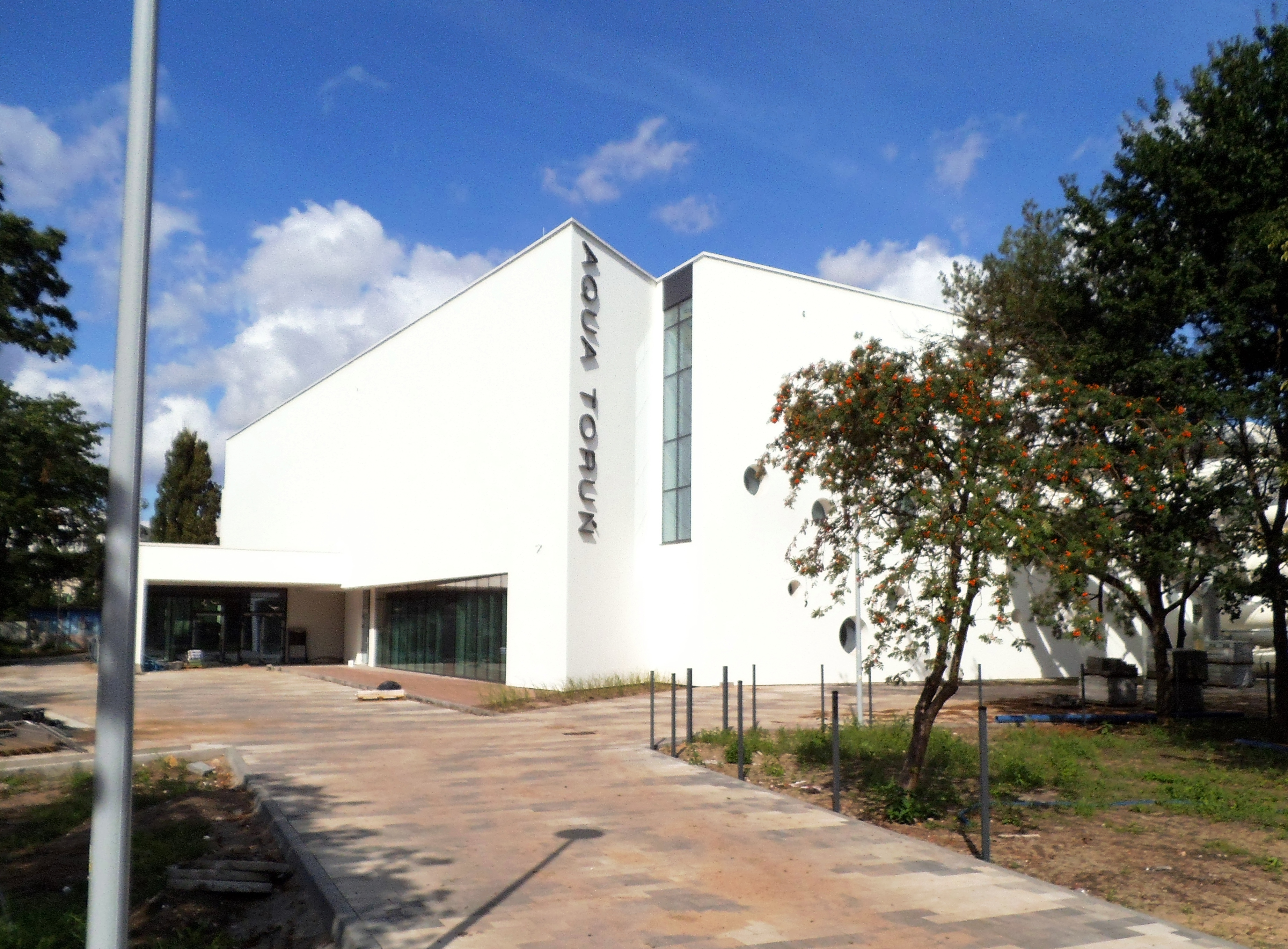
Pływalnia miejska z przeszkleniem elewacji odpowiadającym przebiegowi strugi
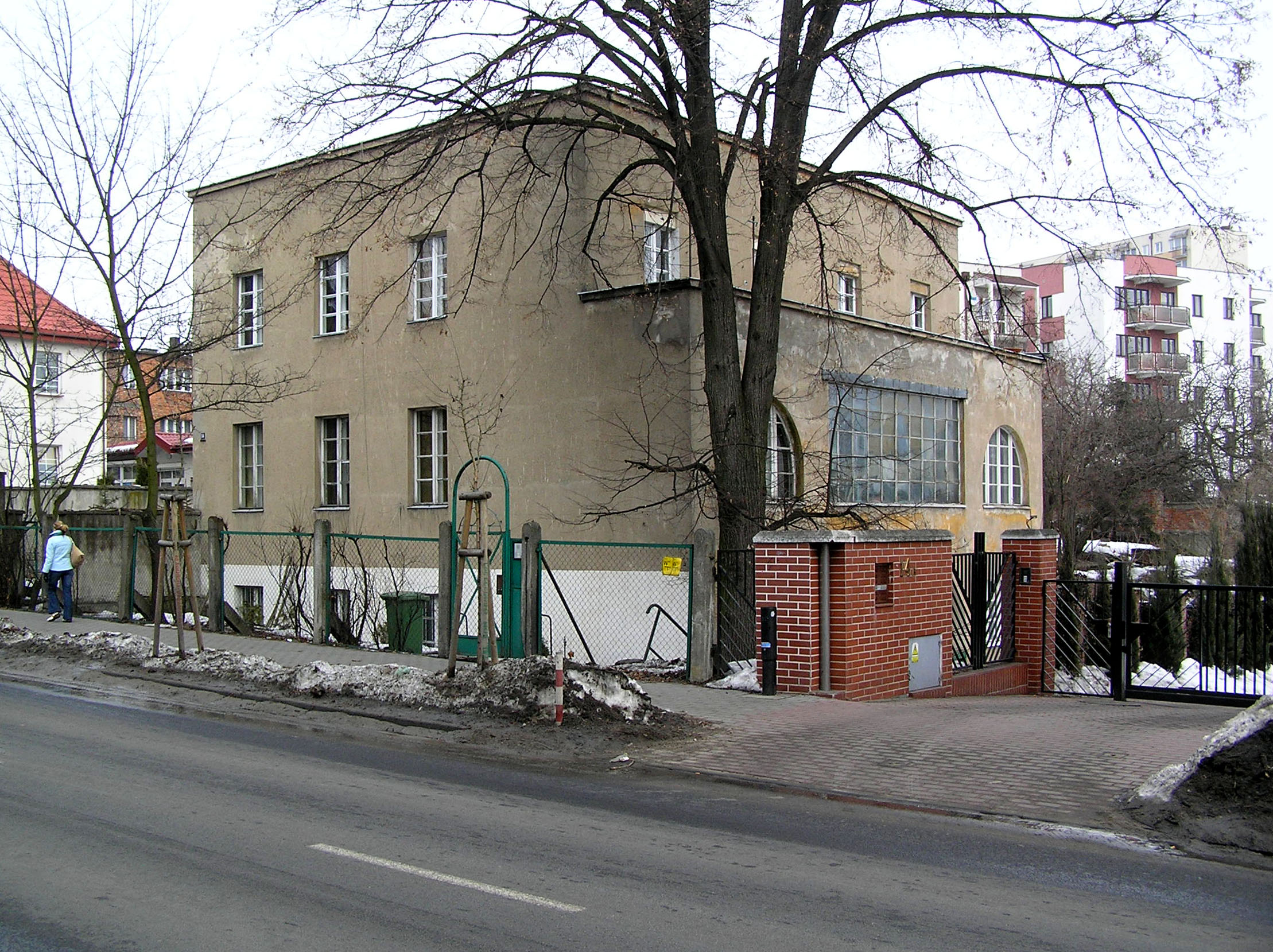
Willa Ulatowskiego położona pierwotnie nad doliną strumienia
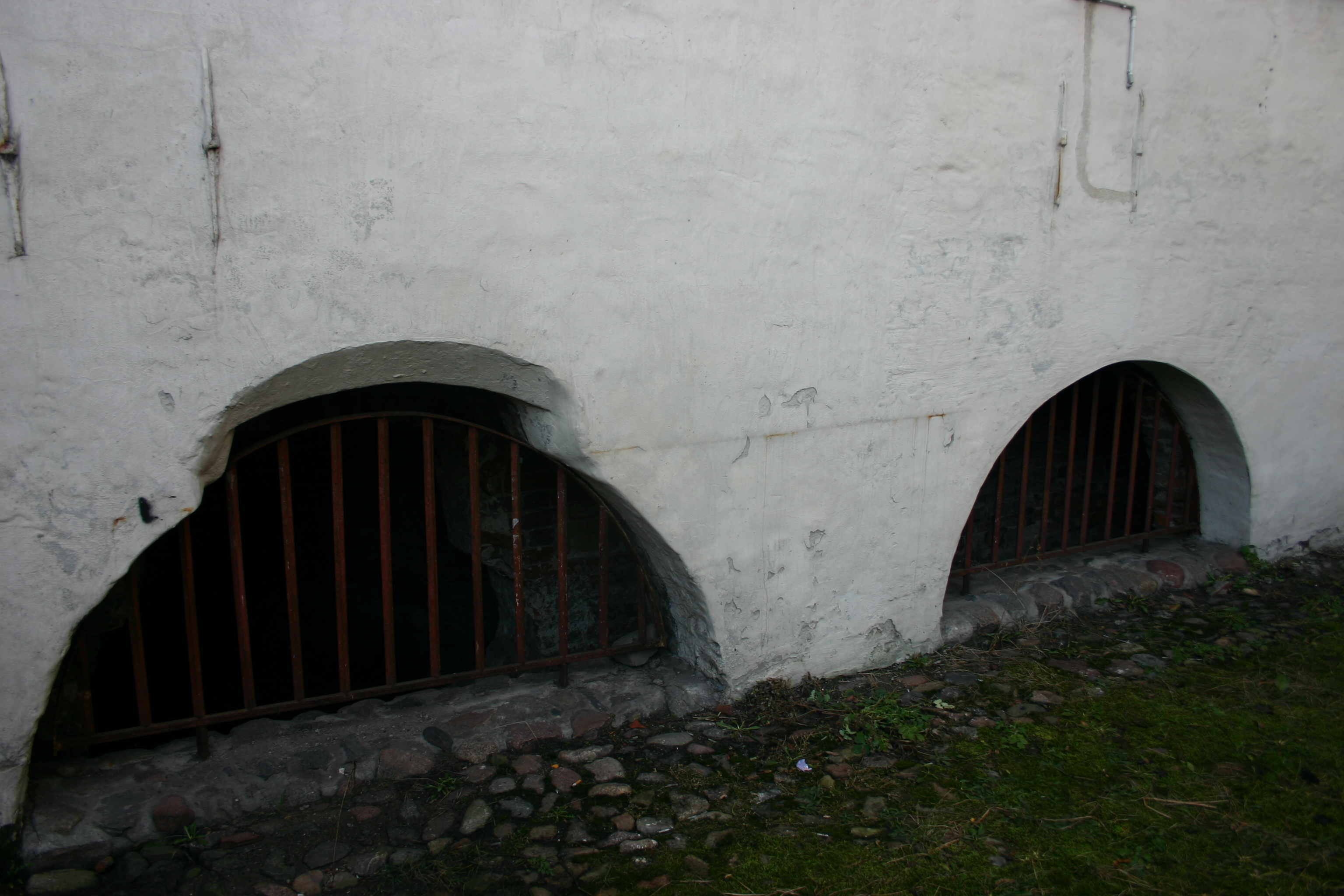
Przęsła XIV-wiecznego wiaduktu nad jarem Postolca (ul. Most Pauliński)
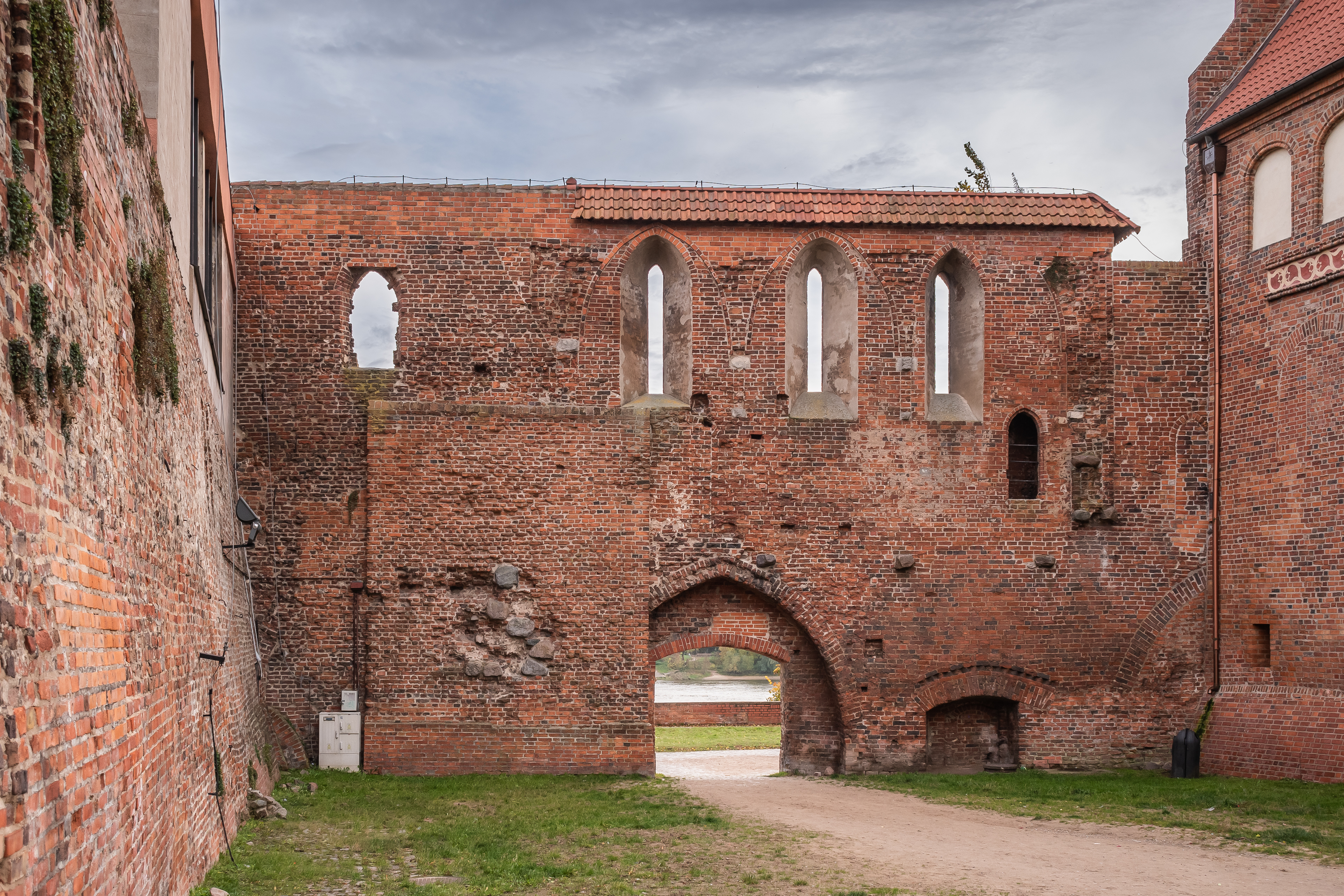
Mur zamykający fosę strzelniczą. Zamurowany przepust wody widoczny po prawej stronie przejścia